# Тарховский проспект
Та́рховский проспе́кт — проспект в городе Сестрорецке Курортного района Санкт-Петербурга. Проходит от 3-й Поперечной улицы за Купальный спуск. С небольшим сдвигом является продолжением 2-й Тарховской улицы.
Название появилось в начале XX века. Дано по местности Тарховка.
Изначально проходил от 3-й Попереченой улицы до Купального переулка. 12 августа 2014 года его продлили за Купальный до территории парка усадьбы Авенариуса.

## Застройка
- № 32 — церковь Святого Пантелеймона. Изначальное деревянное здание храма на этом месте было построено в 1905—1906 годах проекту архитектора Ф. С. Харламова. В апреле 2002 года это здание, к тому времени обветшавшее, было полностью снесено, а в 2003 году ее воссоздали на железобетонном фундаменте[3]. Новодел официальной ценности не представляет (статусом памятника не наделен). При этом официально он продолжает числиться дореволюционным[4].
- № 46 — дача В. К. Ефремова (1910—1913; выявленный объект культурного наследия[5])
- № 46, литера А — дача Павловской, деревянный особняк 1909 года постройки. В 2016-м здание лишили статуса объекта культурного наследия[6][7].

## Перекрёстки
- 3-я Поперечная улица
- Тарховский переулок
- Никитинский переулок
- Жуков переулок
- Яхтклубский переулок
- Купальный переулок